# 어쩌라고 (So What)
〈어쩌라고 (So What)〉은 대한민국 래퍼 빈지노의 싱글이다. 2015년 3월 11일, 음원으로 발매하였다. 엠넷 《4가지쇼 시즌2》에 출연 차 작업하였으며, 프로듀서 피제이가 작곡 및 편곡하였다.

## 배경
2015년 3월 10일 빈지노는 엠넷 《4가지쇼 시즌2》에 출연하였다. 방송 중 자신의 아트워크 크루 IAB 스튜디오 소개하다가 프로듀서 피제이와 함께 《4가지쇼》 출연 기념으로 BPM 101, 4가지 키트를 이용해 즉흥적으로 작업하였다. 전체적인 작업 과정 또한 방송되었으며 방송 후, 자체 뮤직 클립과 함께 완성된 곡을 공개하였다. 아트워크는 IAB 스튜디오가 맡았으며, 이모티콘 중 하나인 에모지 중 원숭이 3마리를 따 작업하였는데, "사람들이 왈가왈부하는 것에 대해 눈 가리고, 입 막고, 귀 막은 것"을 의미한다.
방송 다음 날 자정, 음원사이트를 통해 클린 버전이 수록된 싱글을 발매하였다. 발매 후 주요 인터넷 음원 차트들에서 1위를 기록하였다.
이후 5월에는 자신의 아트워크 크루 IAB 스튜디오의 홈페이지를 개설하며 IAB 라이브 버전 영상을 공개하였다.

## 평가
힙합엘이는 윅엘이를 통하여 "헤이터들에게 날리는 일갈을 중심으로 한 주제의식은 보편적인 테마고, 피제이의 프로듀싱 역시 기존 작법에 비해 도드라지지 않는다"면서 음악적으론 아쉽다면서도, 미디어 프로모션, 언론 홍보, 아티스트의 파급력을 꼽으며 그로 인해 차트를 석권하는 점을 들어 "대중문화의 주류로 자리 잡아가는 그의 포지션이 어떤 식으로 발전될지, 얼마나 더 거대한 체급을 선보일지 더욱 주목해 봐야 할 것 같다"고 평가하였다. 평론 사이트 이즘의 김반야는 5점 만점에 2.5점을 부여하면서 "단어는 날카롭지만 위트는 무뎌졌고 전술은 대동소이하다"며, "'빈지노 스타일'이 된 피제이의 공간감만이 맹렬히 위세를 떨친다. 몸풀기임에도 불구하고 껑충 뛰어오른 순위는 그의 인기를 증명하지만 전력투구에 대한 아쉬움도 크다"고 평가하였다.

## 수록곡
| #            | 제목                                | 작사         | 작곡         | 재생 시간 |
| ------------ | ----------------------------------- | ------------ | ------------ | --------- |
| 1.           | 〈어쩌라고 (So What)〉              | 빈지노       | 피제이       | 3:41      |
| 2.           | 〈어쩌라고 (So What)〉 (Clean Ver.) | 빈지노       | 피제이       | 3:41      |
| 총 재생 시간 | 총 재생 시간                        | 총 재생 시간 | 총 재생 시간 | 7:22      |

## 차트
| 차트 (2015)    | 최고 순위 |
| -------------- | --------- |
| 가온 주간 차트 | 4         |
| 가온 월간 차트 | 14        |